# ヤンキー・ステーション

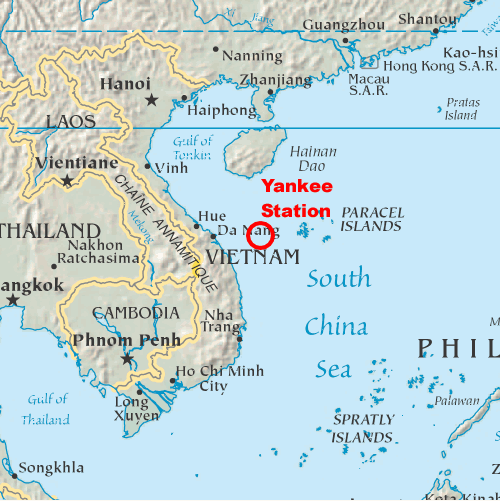
ヤンキー・ステーションの位置

ヤンキー・ステーション(Yankee Station)はベトナム戦争中にアメリカ海軍が南シナ海に設定した地点名。空母機動部隊の遊弋地点であり、北爆を行う艦載機部隊の出撃地点であった。位置は北緯16度、東経110度、南ベトナムの海岸から東へ160キロメートル（100マイル）地点である。
ローリング・サンダー作戦およびラインバッカー作戦時には2から3隻の航空母艦がこの地点にて作戦行動しており、1972年には一時6隻が集結した。最初にヤンキー・ステーションに到着したのはキティホーク(CVA-63)であり、砲艦外交および航空偵察任務のために派遣された。時期はトンキン湾事件以前の1964年4月であった。
ヤンキー・ステーションにはベトナムからアメリカ地上兵力が撤収した後の1973年8月5日まで空母が遊弋し続けた。